# Jairo Palomino
Jairo Fabián Palomino Sierra (Nechí, Antioquia, Colombia; 2 de agosto de 1988) es un futbolista  colombiano. Juega como centrocampista y actualmente milita en el Unión Magdalena de la Categoría Primera A colombiana.

## Trayectoria

### Itagüí-Florida Soccer y Envigado FC
Debutó profesionalmente en la temporada 2004 de la segunda división al servicio del desaparecido Itagüí-Florida Soccer (actualmente conocido como el Orsomarso SC). Para 2006 llega al Envigado F. C. en donde comienza a tener un gran reconocimiento en el FPC.

### Atlético Nacional
En 2008 es transferido al Atlético Nacional.

### Al-Ahli
Para mediados de 2011 sus derechos deportivos son cedidos al club Al-Ahli de Arabia Saudita. En mayo del 2012 quedaría campeón de la copa de campeones del rey con el Al-Ahli, reteniendo así el club el título del año anterior y ganando el su primer título en Arabia frente al Al-Nassr que era dirigido por Francisco Maturana. El 31 de julio de 2013 se especuló con su traspaso al Racing Club de Avellaneda debido a que el jugador buscaba una liga más competente y una oportunidad en la selección Colombia, dado que el entrenador nacional José Pekerman le había comentado que si iba a una liga de mayor desempeño y jugaba bien, le tendría un lugar en la selección, finalmente el Al-Ahli no cedió ante los deseos del jugador de abandonar el club y le obligó a terminar su contrato el cual terminaba en 2014 dando así punto final a sus especulaciones, pero sería un hecho que Palomino llegaría a una liga más competitiva en 2014. En julio del 2013 había sido transferido al Once Caldas luego del fallido traspaso al Racing Club de Argentina y también de su caído traspaso al Betis de España. No obstante el Once Caldas durante el segundo semestre del 2013 no recibió el transfer por parte del club saudí por lo cual se mantuvo inactivo por 6 meses. Posteriormente el DT del Atlético Nacional lo pediría como refuerzo; dándose así el traspaso del jugador que iniciaría su segundo ciclo con el club colombiano a partir del 9 de enero jugo hasta junio del 2014 y volvió a Arabia Saudita por un problema con su antiguo club.

### Atlético Nacional
El 26 de diciembre de 2014 fue anunciado como nuevo refuerzo del Atlético Nacional para la temporada 2015.

### Once Caldas
Para el 2016 firmó con el club Once Caldas de Manizales donde es agente libre y su contrato será a préstamo por un año, jugaría 20 partidos y marcaría dos goles en seis meses que estuvo.

### Atlético Tucumán
El 7 de septiembre de 2016 llega a un acuerdo con Atlético Tucumán donde firma contrato por un año y medio con el club tras hacer rescisión de contrato con el Al Kuwait SC. Su primer gol lo marca el 11 de abril en la derrota 2 a 1 como visitantes frente a Jorge Wilstermann por la fase de grupos de la Copa Libertadores 2017.

### Deportivo Pereira
El 26 de enero el jugador llega a la capital risaraldense, para firmar su contrato con el equipo apodado "matecaña" de la perla del otún, club que juega en la segunda división del fútbol Colombiano y con el cual llega motivado para ascender al equipo, considerado como el mejor equipo de dicho torneo.

## Selección Colombia
Palomino, jugador de la selección sub-20 de Colombia, se anotó el segundo gol en el Campeonato Sudamericano de Fútbol Sub-20 de 2007 en contra de Venezuela donde ganarían 2 a 1 clasificando de primeros en la primera fase.
Goles Sub-20
| # | Fecha               | Lugar                                            | Rival     | Gol | Resultado | Competición       |
| - | ------------------- | ------------------------------------------------ | --------- | --- | --------- | ----------------- |
| 1 | 16 de enero de 2007 | Antonio Oddone Sarubi, Ciudad del Este, Paraguay | Venezuela | 2-1 | 2-1       | Campeonato Sub-20 |

Ha sido internacional con la Selección de fútbol de Colombia. Fue convocado el 26 de agosto de 2009 para afrontar los partidos contra Ecuador y Uruguay aunque ya había sido convocado para otros partidos.

### Participaciones enEliminatorias al Mundial
| Eliminatoria                            | Sede del Mundial | Posición      | Resultado | PJ                                 | GA | Asis |
| --------------------------------------- | ---------------- | ------------- | --------- | ---------------------------------- | -- | ---- |
| Eliminatorias Mundial de Sudáfrica 2010 | Sudáfrica        | 7°lugar 23pts | Eliminado | 0 (una convocatoria como suplente) | 0  | 0    |

## Clubes
| Club                  | País           | Año           |
| --------------------- | -------------- | ------------- |
| Itagüí-Florida Soccer | Colombia       | 2004 - 2005   |
| Envigado FC           | Colombia       | 2006 - 2008   |
| Atlético Nacional     | Colombia       | 2009 - 2011   |
| Al-Ahli               | Arabia Saudita | 2011 - 2013   |
| Atlético Nacional     | Colombia       | 2014          |
| Al-Ahli               | Arabia Saudita | 2014          |
| Atlético Nacional     | Colombia       | 2015          |
| Once Caldas           | Colombia       | 2016          |
| Atlético Tucumán      | Argentina      | 2016-2017     |
| Deportivo Pereira     | Colombia       | 2018          |
| Envigado FC           | Colombia       | 2019-2021     |
| Unión Magdalena       | Colombia       | 2021-presente |

## Estadísticas
- Actualizado el 19 de marzo de 2019.

| Envigado F. C. · Colombia | 1ª            | 2006          | 1   | 0  | 0  | 0 | 0  | 0 | 1   | 0  | 0    |
| Envigado F. C. · Colombia | 2ª            | 2007          | 29  | 0  | 0  | 0 | 0  | 0 | 29  | 0  | 0    |
| Envigado F. C. · Colombia | 1ª            | 2008          | 22  | 1  | 0  | 0 | 0  | 0 | 22  | 1  | 0,05 |
| Envigado F. C. · Colombia | Total club    | Total club    | 52  | 1  | 0  | 0 | 0  | 0 | 52  | 1  | 0,02 |
| Atlético Nacional · Colombia | 1ª            | 2009          | 30  | 5  | 0  | 0 | 0  | 0 | 30  | 5  | 0,17 |
| Atlético Nacional · Colombia | 1ª            | 2010          | 37  | 5  | 0  | 0 | 0  | 0 | 37  | 5  | 0,14 |
| Atlético Nacional · Colombia | 1ª            | 2011          | 22  | 3  | 7  | 0 | 0  | 0 | 29  | 3  | 0,10 |
| Atlético Nacional · Colombia | Total club    | Total club    | 89  | 13 | 7  | 0 | 0  | 0 | 89  | 13 | 0,15 |
| Al-Ahli Arabia Saudita | 1ª            | 2011-12       | 17  | 1  | 4  | 1 | 10 | 0 | 31  | 2  | 0,06 |
| Al-Ahli Arabia Saudita | 1ª            | 2012-13       | 19  | 1  | 6  | 1 | 7  | 1 | 32  | 3  | 0,09 |
| Al-Ahli Arabia Saudita | Total club    | Total club    | 36  | 2  | 10 | 2 | 17 | 1 | 63  | 5  | 0,08 |
| Atlético Nacional · Colombia | 1ª            | 2014          | 10  | 1  | 0  | 0 | 1  | 0 | 11  | 1  | 0,09 |
| Atlético Nacional · Colombia | Total club    | Total club    | 10  | 1  | 0  | 0 | 1  | 0 | 11  | 1  | 0,09 |
| Al-Ahli Arabia Saudita | 1ª            | 2014          | 2   | 0  | 0  | 0 | 0  | 0 | 2   | 0  | 0    |
| Al-Ahli Arabia Saudita | Total club    | Total club    | 2   | 0  | 0  | 0 | 0  | 0 | 2   | 0  | 0    |
| Atlético Nacional · Colombia | 1ª            | 2015          | 15  | 0  | 3  | 0 | 4  | 1 | 22  | 1  | 0,06 |
| Atlético Nacional · Colombia | Total club    | Total club    | 15  | 0  | 3  | 0 | 4  | 1 | 22  | 1  | 0,06 |
| Once Caldas · Colombia | 1ª            | 2016          | 15  | 1  | 5  | 1 | 0  | 0 | 20  | 2  | 0,10 |
| Once Caldas · Colombia | Total club    | Total club    | 15  | 1  | 5  | 1 | 0  | 0 | 20  | 2  | 0,10 |
| Atlético Tucumán Argentina | 1ª            | 2016-17       | 9   | 0  | 1  | 0 | 3  | 1 | 13  | 1  | 0,16 |
| Atlético Tucumán Argentina | Total club    | Total club    | 9   | 0  | 1  | 0 | 3  | 1 | 13  | 1  | 0,16 |
| Deportivo Pereira · Colombia | 2ª            | 2018          | 27  | 7  | 2  | 1 | 0  | 0 | 29  | 8  | 0,27 |
| Deportivo Pereira · Colombia | Total club    | Total club    | 27  | 7  | 2  | 1 | 0  | 0 | 29  | 8  | 0,27 |
| Envigado FC · Colombia | 1ª            | 2019          | 10  | 2  | 0  | 0 | 0  | 0 | 10  | 2  | 0,20 |
| Envigado FC · Colombia | Total club    | Total club    | 10  | 2  | 0  | 0 | 0  | 0 | 10  | 2  | 0,20 |
| Total carrera | Total carrera | Total carrera | 265 | 27 | 28 | 4 | 25 | 3 | 318 | 34 | 0,10 |
| (1) Incluye datos de la Copa Colombia (2011), Copa real del Príncipe (2011-13) y Copa de campeones del Rey (2011-13). (2) Incluye datos de la Liga de Campeones de la AFC (2011-13) y Copa Libertadores de América (2014). (3) Media de goles por encuentro. No incluye goles en partidos amistosos. |               |               |     |    |    |   |    |   |     |    |      |

## Palmarés

### Campeonatos nacionales
| Título                    | Club              | Sede     | Año  |
| ------------------------- | ----------------- | -------- | ---- |
| Primera B                 | Envigado F. C.    | Bogotá   | 2007 |
| Torneo Apertura           | Atlético Nacional | Medellín | 2011 |
| Copa del Rey de Campeones | Al-Ahli           | Yeda     | 2012 |
| Torneo Apertura           | Atlético Nacional | Medellín | 2014 |
| Torneo Finalización       | Atlético Nacional | Medellín | 2015 |

### Copas internacionales
| Título              | Equipo                    | Sede     | Año  |
| ------------------- | ------------------------- | -------- | ---- |
| Juegos Bolivarianos | Selección Colombia Sub-17 | Colombia | 2005 |